# Armand d'Athos
Armand de Sillègue d'Athos d'Auteville detto Athos (Athos-Aspis, 1615 – Parigi, 21 dicembre 1643) è stato un militare e agente segreto francese e fu moschettiere del re Luigi XIII.
La sua figura ispirò Courtilz de Sandras e in seguito Alexandre Dumas per il personaggio di Athos, o conte de la Fère, nel romanzo I tre moschettieri.

## Biografia

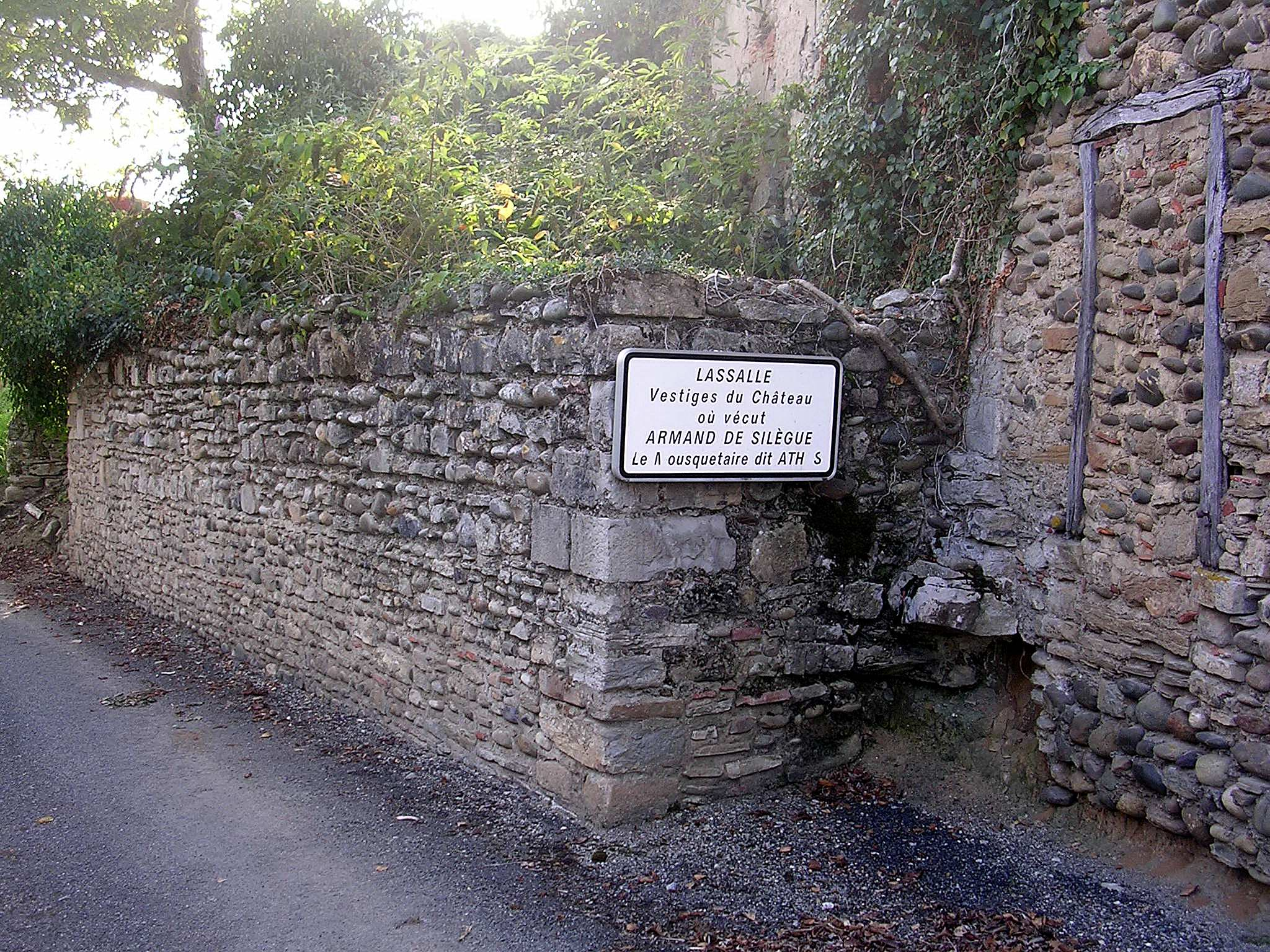
Vestigia del castello d'Athos-Aspis.

Athos prese nome dal castello d'Athos-Aspis, i cui resti si incontrano sul Gave d'Oloron, tra Sauveterre-de-Béarn e Autevielle. Era figlio cadetto di Adrien de Sillègue, signore d'Athos e d'Auteville, una posizione che non gli lasciava speranza nell'eredità della signoria, destinandolo quindi come in genere i cadetti alla carriera militare o ecclesiastica. Fu un cugino di secondo grado, Jean-Armand du Peyrer de Tréville, a introdurlo dapprima nel reggimento delle guardie francesi e poi nei moschettieri del re.
Poco si sa della sua vita, tranne che proveniva dal Béarn e che, ancora giovane, fu verosimilmente ucciso in duello il 21 dicembre 1643, come attestato dai registri di morte della chiesa di Saint-Sulpice a Parigi.
Il Pré-aux-Clercs era noto come teatro di duelli. Non è noto il luogo di sepoltura.